# Igreja Matriz do Sagrado Coração de Jesus (Farroupilha)

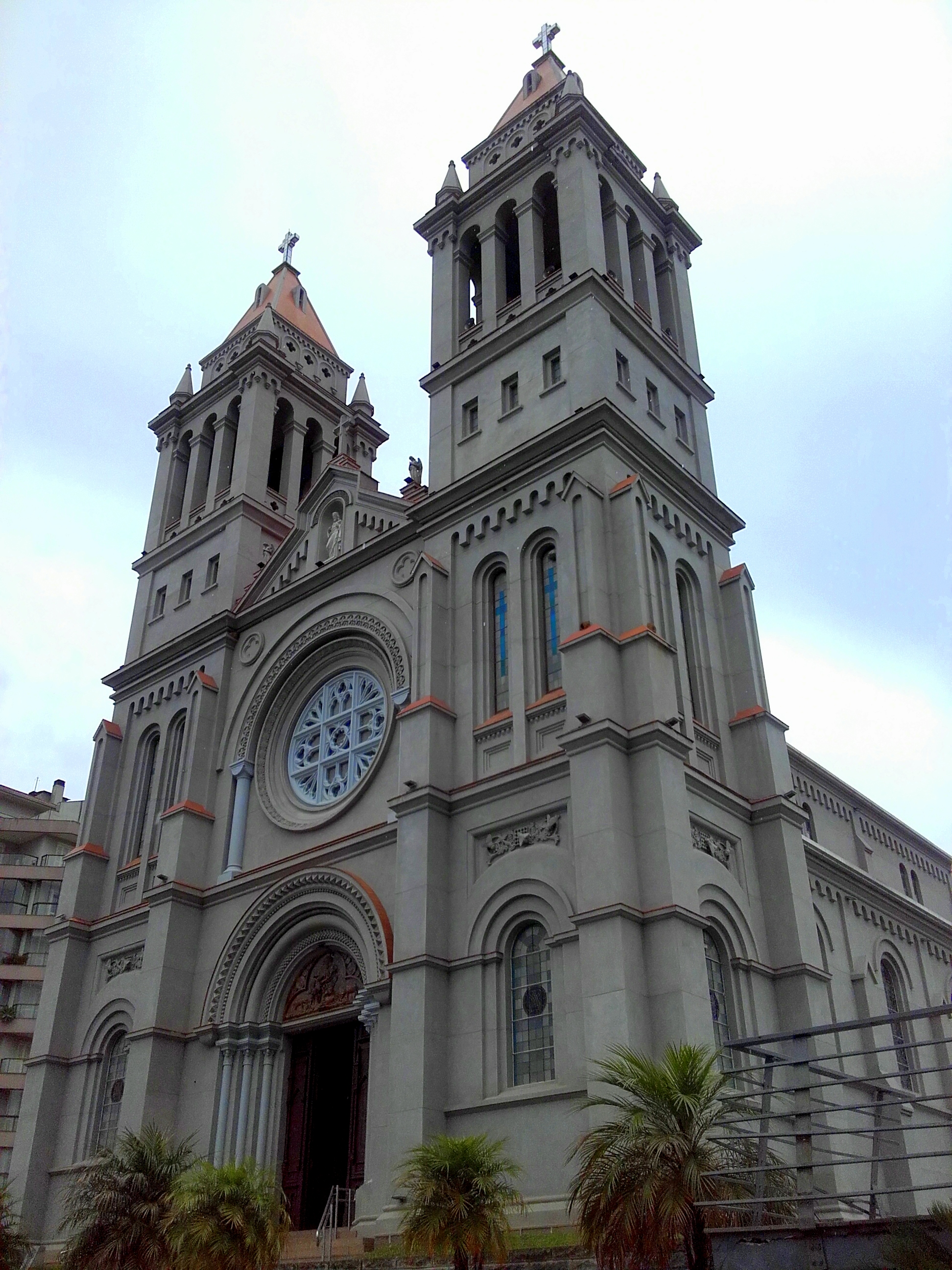
A Igreja Matriz

A Igreja Matriz do Sagrado Coração de Jesus é o principal templo católico da cidade brasileira de Farroupilha. Com significativo interesse histórico e cultural, intimamente ligada ao desenvolvimento da comunidade, é um patrimônio municipal tombado.

## História
Sua história está ligada ao processo de colonização da região por imigrantes italianos. O povoamento iniciou na localidade de Nova Milano, então um distrito da antiga Colônia Caxias. Devido à falta de sacerdotes para atender a população, os imigrantes recorreram à Diocese de Vicenza, que em 1886 indicou o padre Tiago Brutomezzo. Depois de alguns meses trabalhando na Linha Sertorina, ele se estabeleceu em Nova Milano, onde organizou a construção de uma capela de madeira rústica dedicada a São Vicente de Saragoça. Com a inauguração da ferrovia em 1910, o centro de atividades se deslocou para o núcleo colonial de Nova Vicenza, atual centro de Farroupilha.

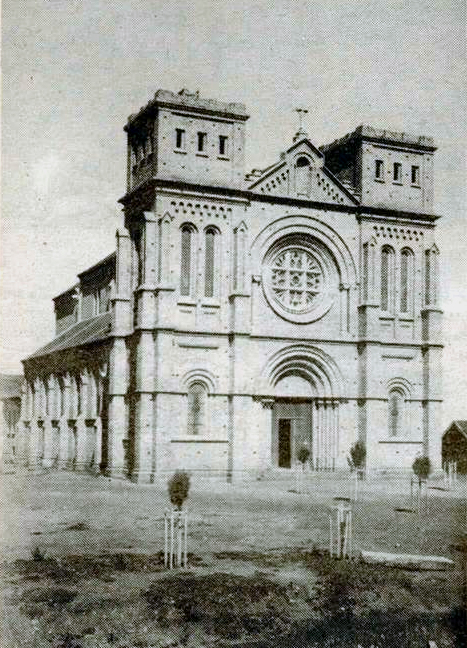
A Matriz na sua inauguração em 1935

Em 4 de novembro de 1918, estando em visita pastoral o bispo de Porto Alegre dom João Becker, ele ordenou a transferência da sede paroquial para acompanhar a evolução do povoado. A decisão encontrou resistência de parte da população, mas a pedra fundamental foi lançada em 29 de fevereiro de 1919 pelo padre Luís Segale, sendo inaugurada em 17 de setembro de 1922, durante o governo do pároco Tiago Bombardelli, sendo dedicada ao Sagrado Coração de Jesus.
Em 1929, sob a direção do pároco Bombardelli, começaram os planos para uma nova igreja, mais ampla e imponente, a atual Matriz. A Comissão de Obras foi composta por Abramo Dal Molin, Carlos Maggioni, Ludovico Merlin, José Pergher e Carlos Egger, lideranças comunitárias. O projeto arquitetônico foi desenvolvido por Vitorino Zani e aprovado pelo bispo em 1932.
A pedra fundamental foi lançada em 6 de fevereiro de 1933, mas após alguns meses as obras foram paralisadas por falta de tijolos, sendo retomadas em março do ano seguinte. A igreja foi inaugurada em 19 de maio de 1935, com as torres ainda incompletas, um ano após a emancipação do município. A inauguração foi celebrada com grande solenidade, recebendo a consagração pelo vigário da Matriz de Caxias do Sul, dom João Meneguzzi. Na década de 1940 as torres foram arrematadas. Em 1985 seu jubileu de ouro foi comemorado com grandes festejos, sendo homenageada a memória daqueles que haviam participado da construção.
Com o passar do tempo o edifício começou a apresentar vários problemas. Em 2003 foi criada a Associação Cultural Monsenhor Tiago Bombardelli, com vistas ao desenvolvimento de um projeto para um restauro geral. As obras iniciaram em 2006, recebendo investimentos de empresas, da Prefeitura e do Governo do Estado através da Lei de Incentivo à Cultura. O restauro teve como objetivo preservar a construção histórica e estimular a conscientização da comunidade para a importância de preservar o seu patrimônio histórico. Em 2002 e 2011 a Praça da Matriz passou por reformas e revitalização.

## Características

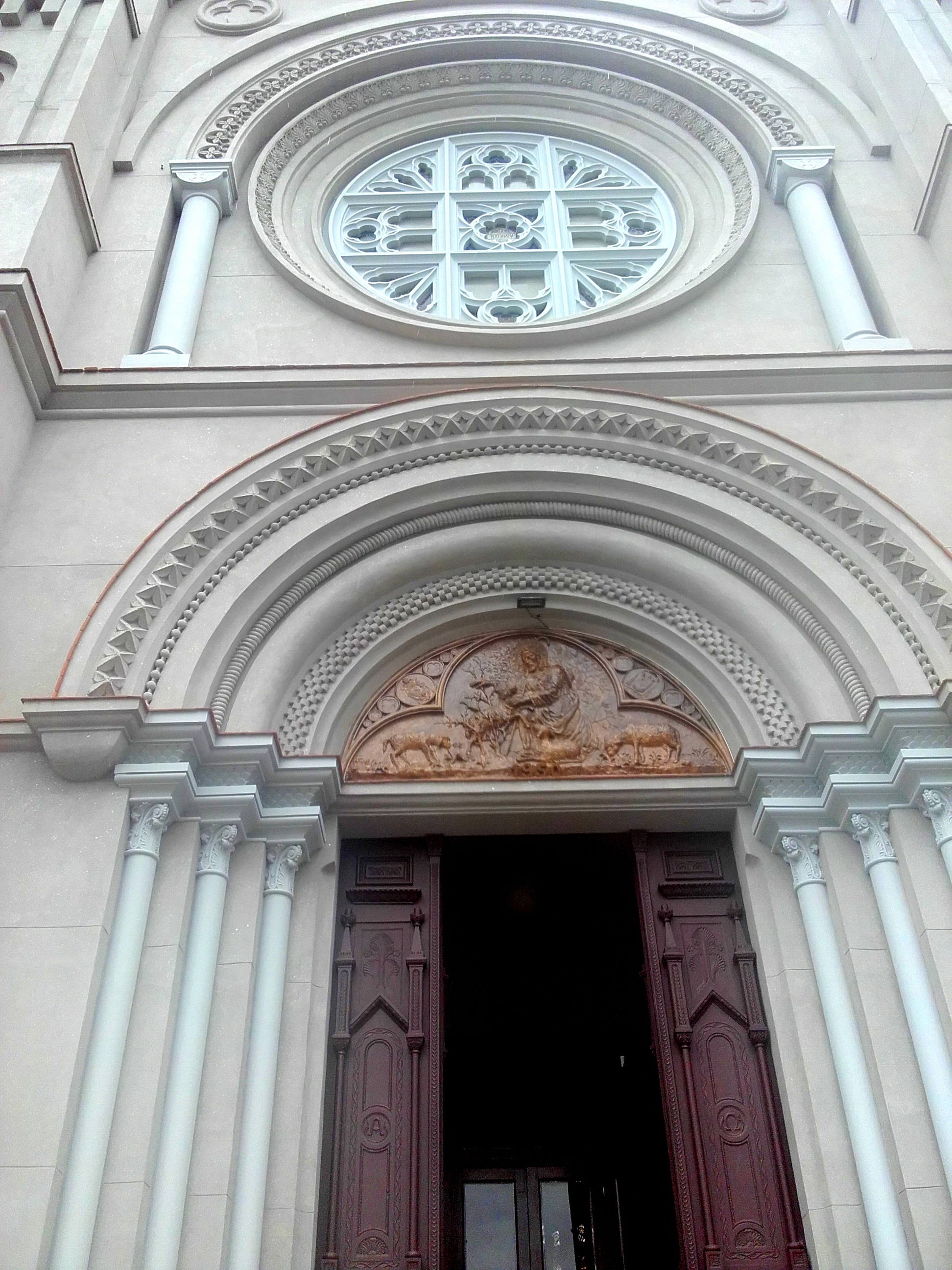
Detalhe do portal de entrada

Localizada na Rua Rui Barbosa nº 96, diante da Praça da Matriz, é inspirada no estilo românico. O exterior é austero, e segundo Roberto Hunoff, foi criado desta maneira por expressa recomendação do padre Bombardelli, a fim de evitar futuros problemas de conservação.  Tem uma área construída de 862,4 metros quadrados, duas torres de 49 metros de altura e um interior dividido em três naves. Na fachada há uma rosácea, florões ornamentais e um relevo representando o Bom Pastor na luneta da entrada.
Seu interior tem rica decoração, incluindo um grande altar em madeira entalhada com arremates dourados, da oficina de Alexandre Bartelle, estatuária de Bartelle e de seu colaborador Dino Dorigon, e um dos principais conjuntos de vitrais da região, inspirados na arte alemã, e doados pelas principais famílias de Farroupilha, com cenas que aludem à história do povoamento.
A Matriz é considerada um marco identitário da comunidade, um importante patrimônio histórico do estado do Rio Grande do Sul, e um dos atrativos turísticos do município. Foi tombada pela Prefeitura de Farroupilha em 24 de abril de 2002.